# Żurawiniec (województwo dolnośląskie)
Żurawiniec – wieś w Polsce położona w województwie dolnośląskim, w powiecie średzkim, w gminie Miękinia.
W latach 1975–1998 miejscowość administracyjnie należała do województwa wrocławskiego.
Inne miejscowości o tej nazwie: Żurawiniec